# Озерне (Осакаровський район)
Озе́рне (каз. Озёрное) — село у складі Осакаровського району Карагандинської області Казахстану. Адміністративний центр Озерного сільського округу.
Населення — 743 особи (2021; 895 у 2009, 1242 у 1999, 1469 у 1989).
Національний склад станом на 1989 рік:
- росіяни — 71 %.